# Милорад Милутинович
Милорад Милутинович (на сръбски: Милорад Милутиновић) е бивш сръбски футболист и треньор.

## Кариера
Играе в Партизан (Белград) като защитник през 1950-те и 1960-те години, като има общо 61 мача и 1 гол за „гробарите“. С тях, става шампион на югославската Първа лига три пъти: през сезон 1960/61, 1961/62 и 1962/63.
Милутинович е част от югославския национален отбор на Мондиал 1958, но не получава шанс да играе, завършвайки без мачове за националния отбор.
След като завършва кариерата си, той става футболен треньор. Води швейцарският Ньошател Ксамакс от 1968 г. до 1969 г.